# 东北虎
東北虎（學名：Panthera tigris altaica），又稱西伯利亞虎或阿穆爾虎(siberian tiger)，曾舊稱“滿洲虎”、“烏蘇里虎”、“阿爾泰虎”等，朝鮮半島稱朝鮮虎。通常被认为是體型最大的老虎亞種，也是目前世界上最大的野生貓科動物（雜交種的獅虎除外），分佈於俄羅斯東南部、朝鮮（主要為兩江道的三池淵市及大紅湍郡之長白山一帶）和中國東北等地，是中國國家一級保護動物。 2008年，東北虎被美國網站《生活科學》評為「全球十大最瀕危稀有動物」物種之一。

## 特徵
毛色黃，條紋顏色局部比其他亞種淺，皮膚厚實，現代東北虎比孟加拉虎還要大，成年雄性東北虎体重平均为250千克，头体长约为2.3米；成年母虎平均体重约为170千克，体长约为2米，肩高1.1米左右，尾长1.3米左右。最大身长可达2.9米（含尾长）

## 習性

### 捕食
東北虎主要在夜間活動，白天在岩洞或草叢中休息。主要以鹿、野豬、麝、狍子、斑羚、青鼬等動物為食，偶爾捕食蛇類和魚類，也吃松子、胡桃、榛子、覆盆子等野果。食物缺乏的时候，也會捕殺豬、羊、牛等家禽家畜，甚至可能襲擊人類及東北棕熊。

### 領地
除了交配、育子的虎之外，每隻虎都有自己的很大一片單獨活動的區域，這也是東北虎的密度非常低的原因之一。其在冬天可以移動數百至上千公里。

### 與其它獵食動物
在有蹄類動物減少時東北虎會嘗試捕食亞洲黑熊和棕熊，事實上這兩者構成了東北虎2%的食物來源。儘管東北虎會捕食熊類，但在自衛或者食物爭奪過程中也有過棕熊擊敗甚至殺死虎的案例。
更有甚者有的棕熊會尾隨東北虎來奪取自己平時不能殺死的獵物。
東北虎對於狼的數量有很強的抑制作用，在與狼共生的地方兩者的獵物種類相近。
東北虎會在某些情況下殺死狼，雖然一般不認為虎會把它們看成獵物。
當領地裏中型或大型獵物密度降低時,東北虎會驅趕東北豹並搶走它們的獵物。在夏天獵物充足的情況下這兩種大貓的矛盾較為緩和，而到食物短缺的冬天雙方獵物種類會有更多的重疊。在共生的區域裏東北豹會到山崖峭壁上棲息以避開平原上的東北虎。

## 生命週期
東北虎四歲左右性成熟。一年之內任何時間都可能交配。孕期為103至105天，一胎可生2至4隻，兩三年生產一次，出生的同胞幼虎中的雌雄數量相同，雖然成年以後雄性死亡率要高於雌性。野生東北虎可活15至17年，超過20年的極為罕見。在人工飼養情況下壽命為20-25年，最長的可達30年。
另外，老虎成長期分為由幼崽（Cubs）<12個月、少年（Juveniles） 1至2歲、亞成年（Sub-adults）> 2至3歲、年輕（Young-adults） > 3至5歲、成年（Prime-adults）> 5至10歲、老年（Old-adults） > 10歲。

## 圖集

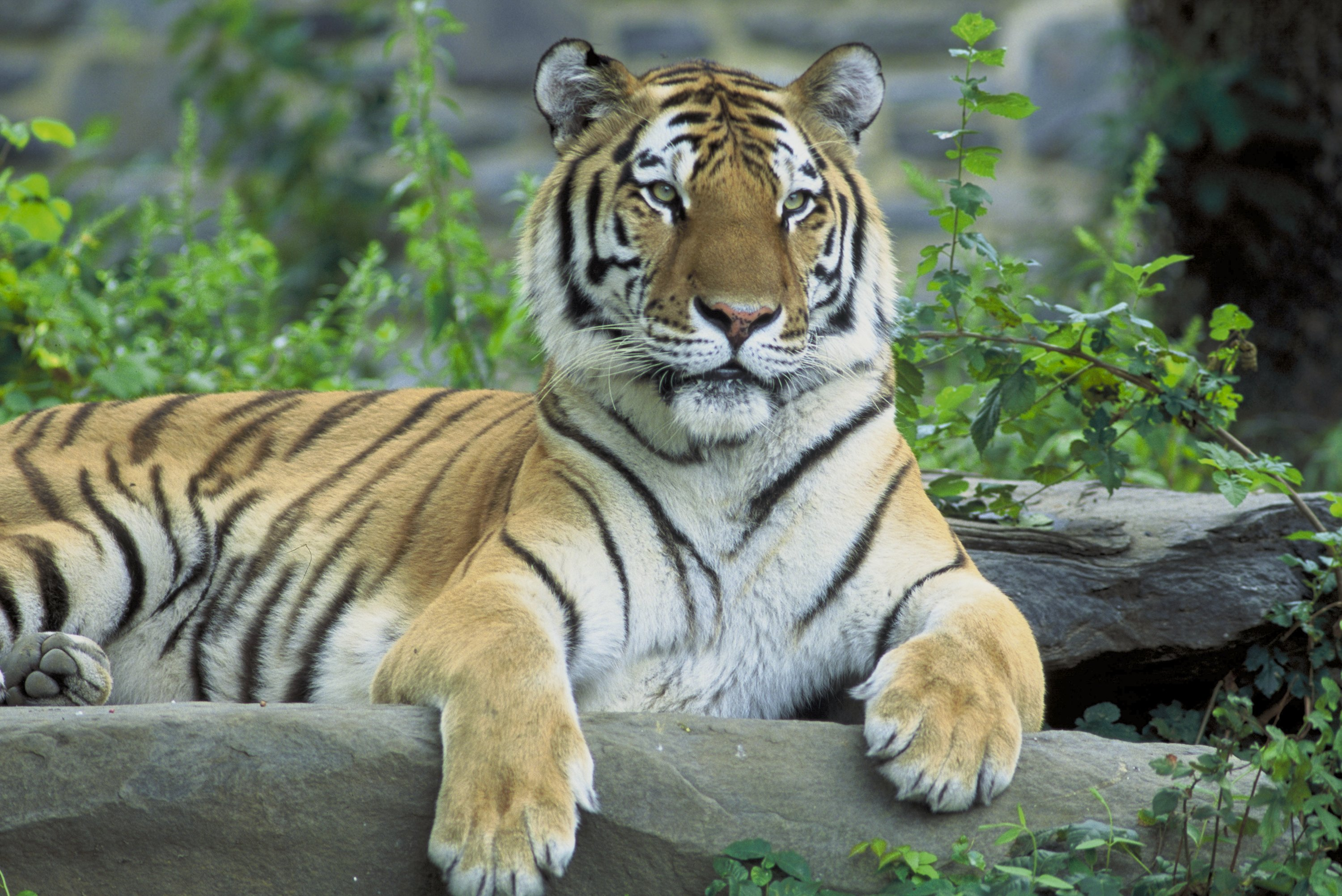
伏在木檻上的東北虎
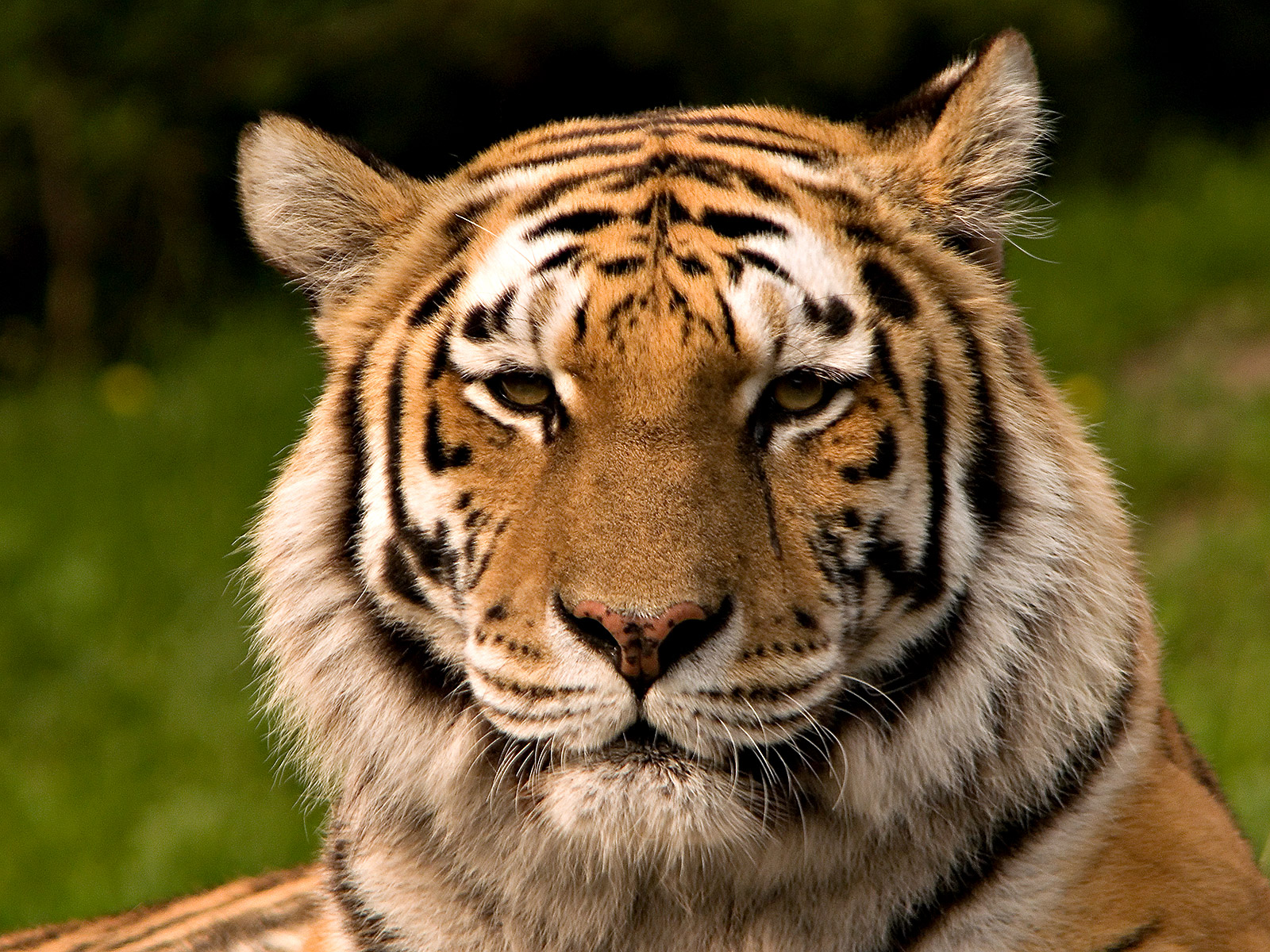
東北虎
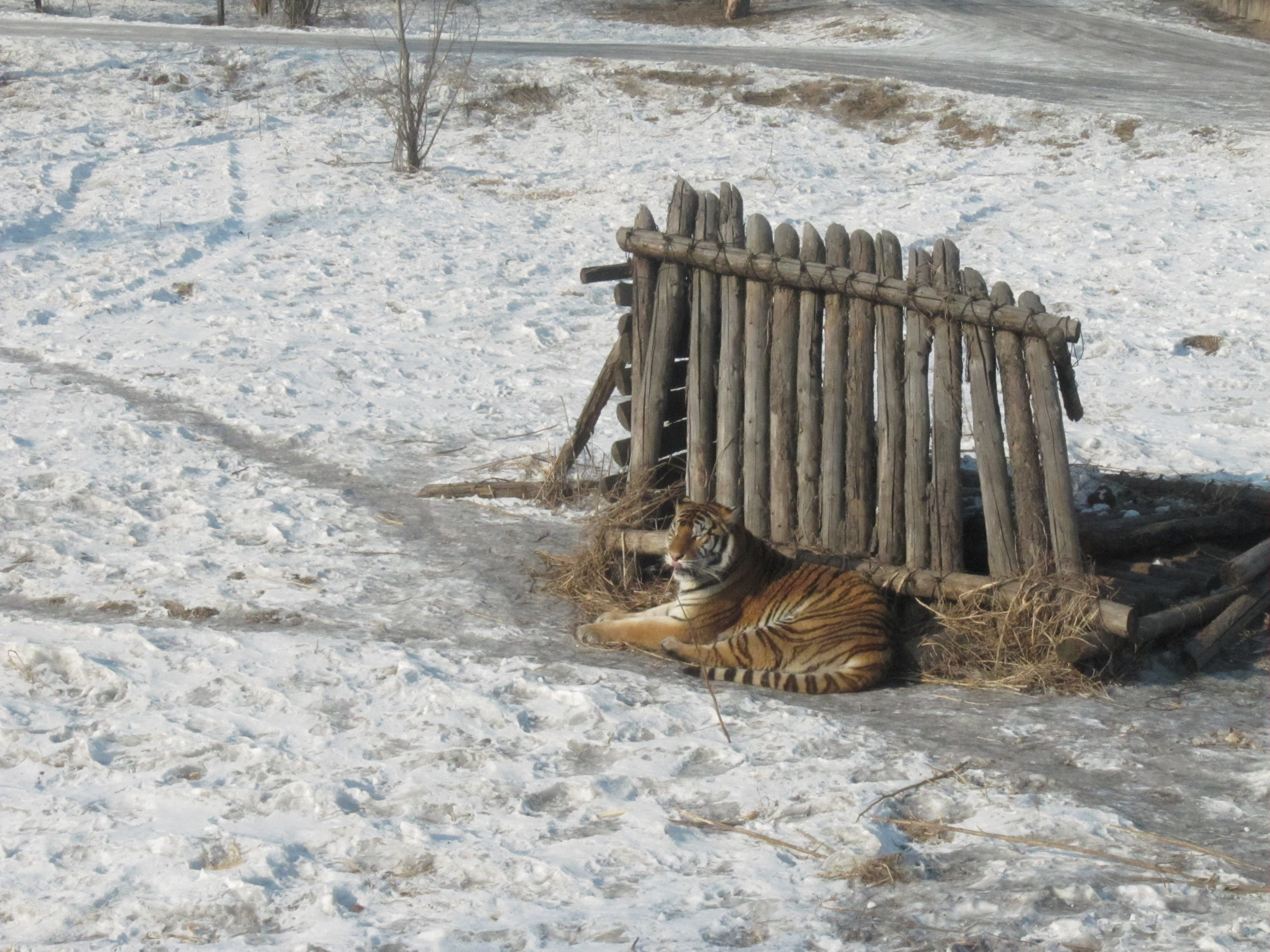
哈爾濱東北虎林園中的東北虎
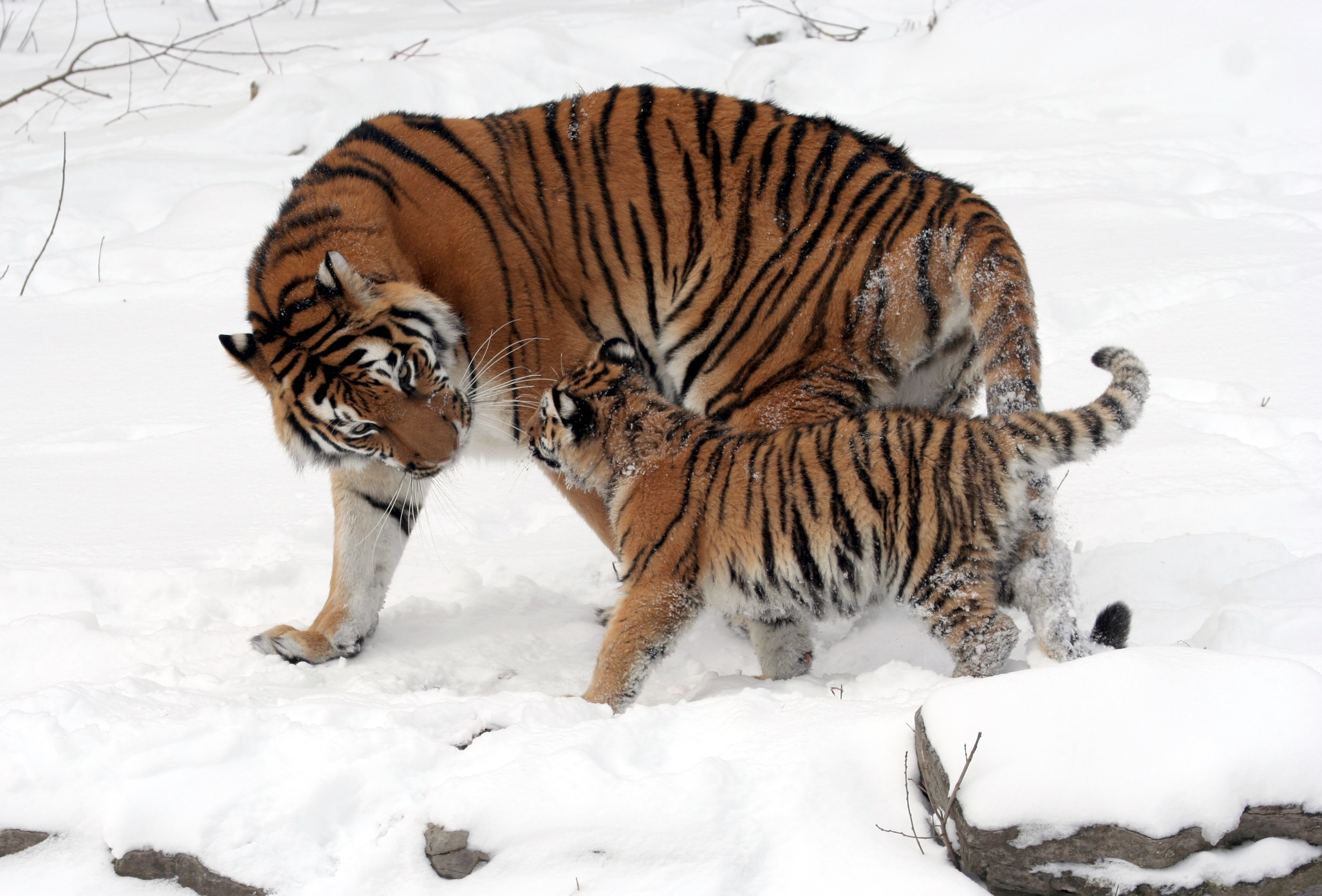
美國布法羅動物園中的東北虎及其幼崽
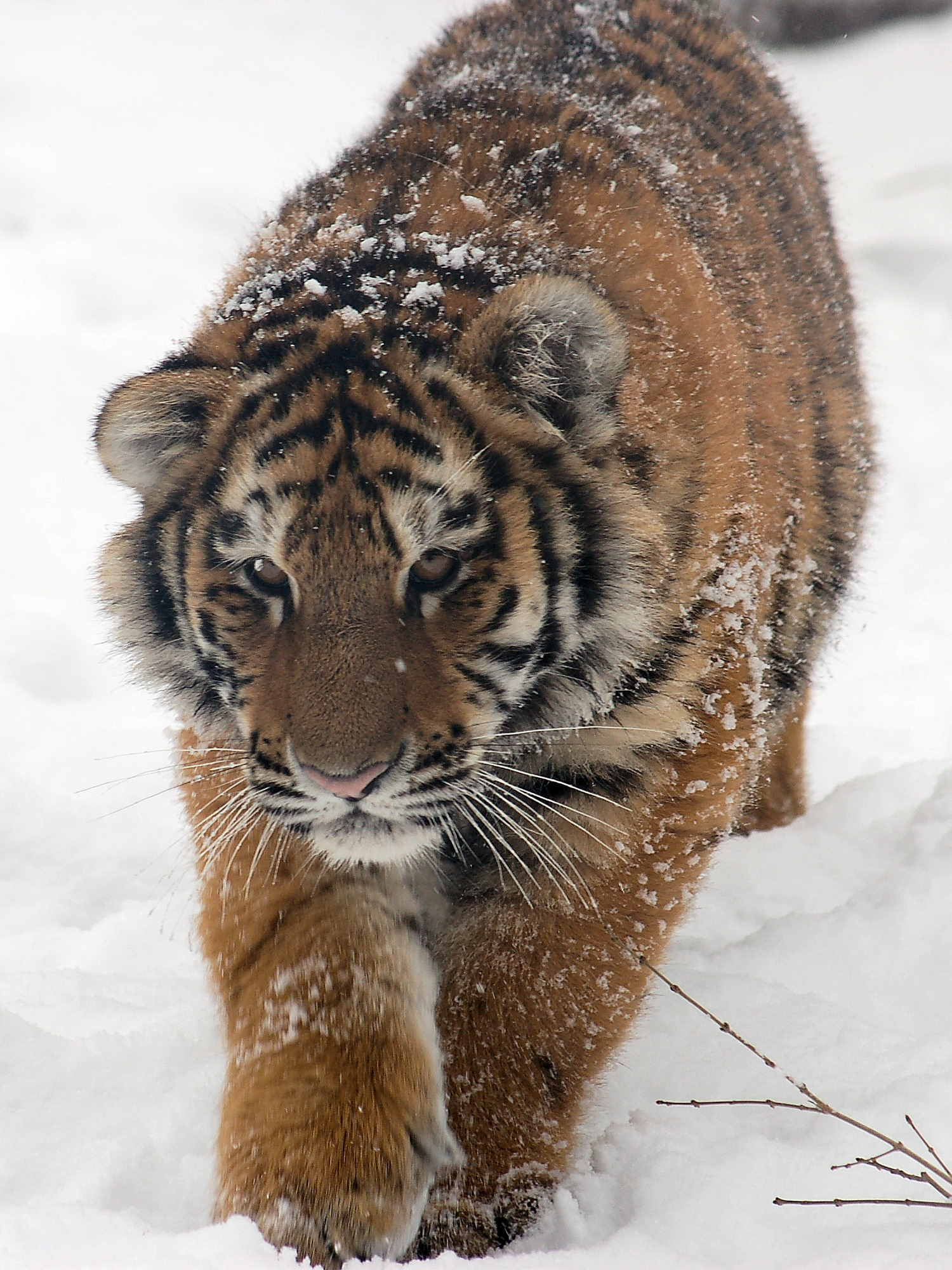
東北虎
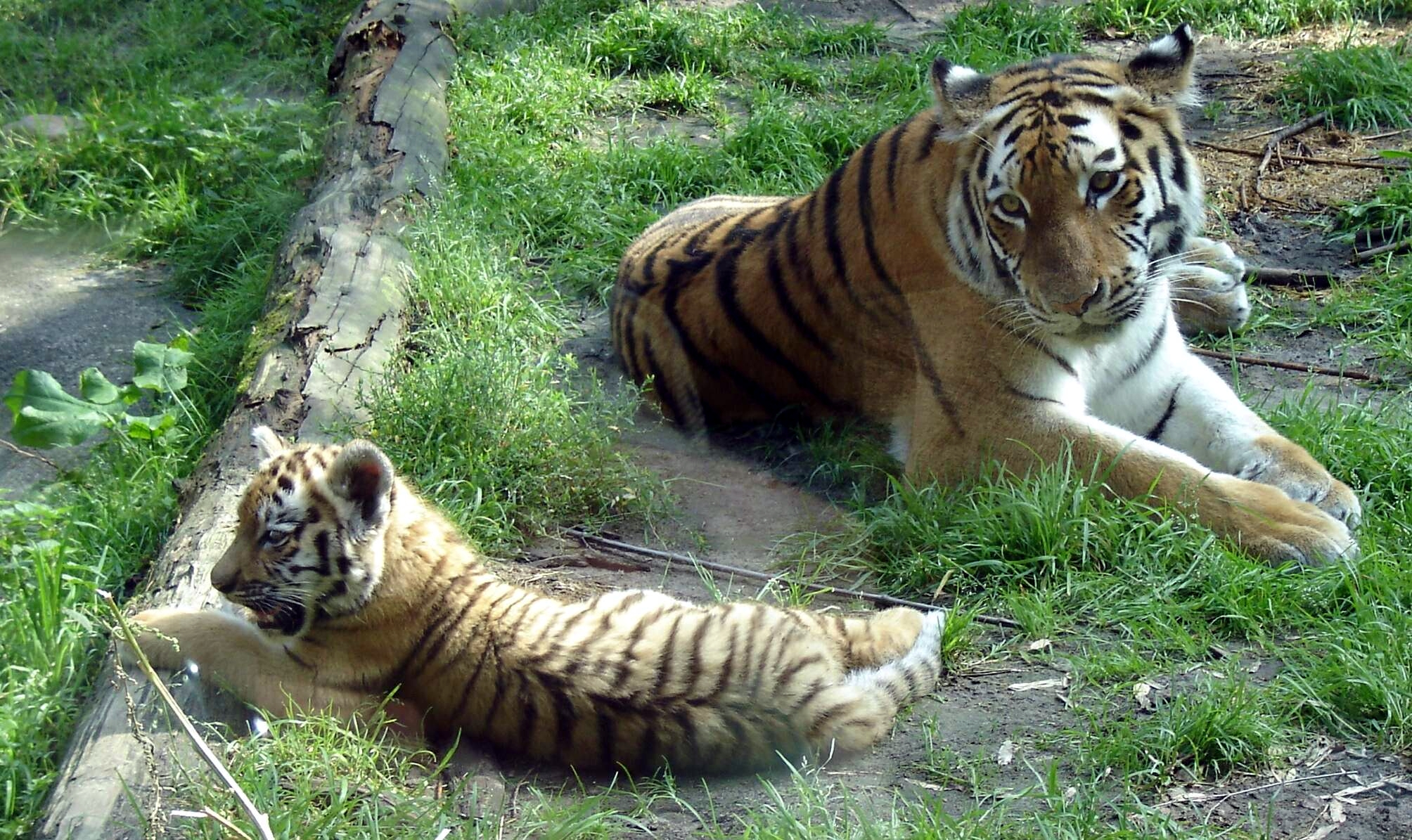
荷蘭阿默斯福特動物園東北虎
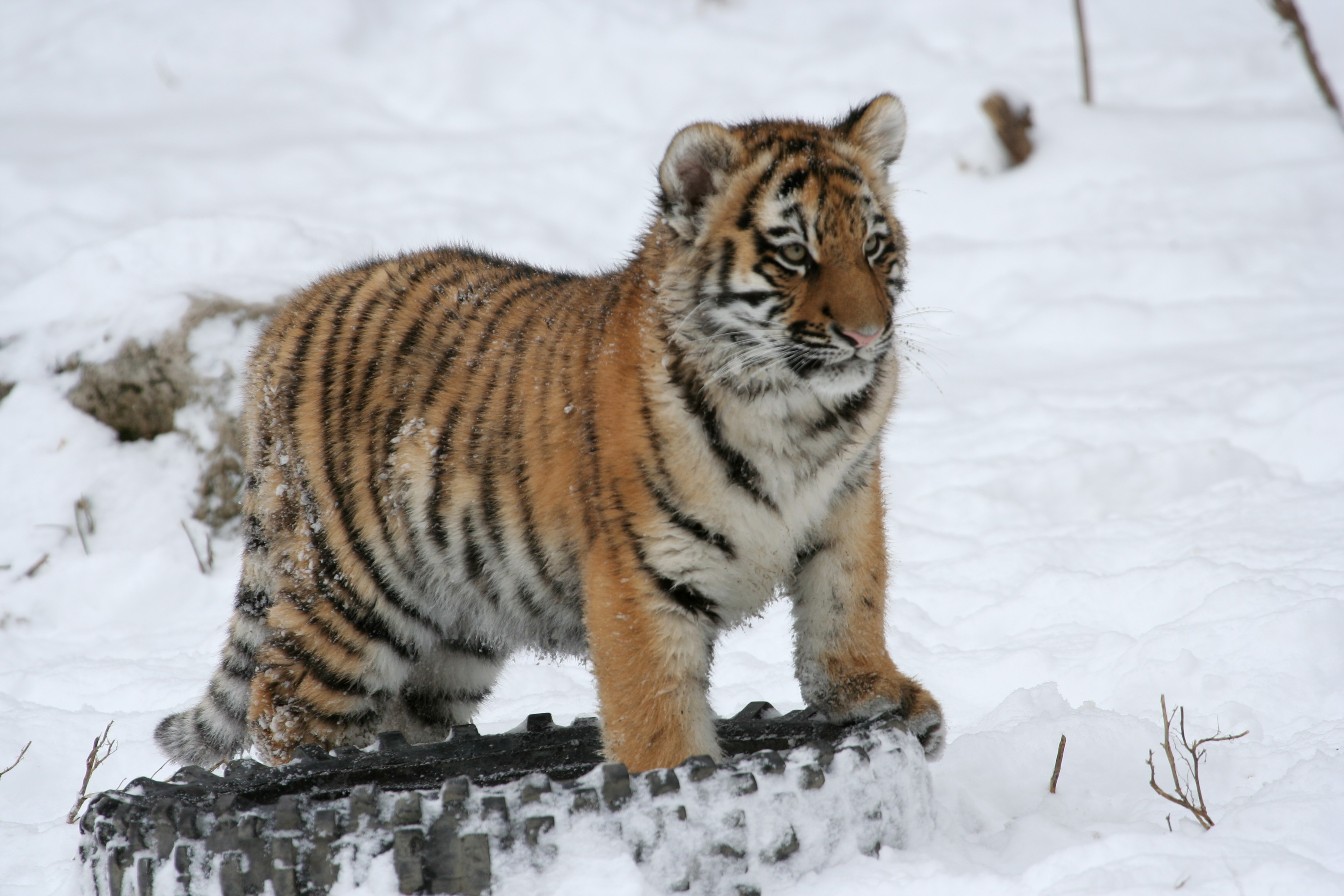
紐約布法羅動物園東北虎
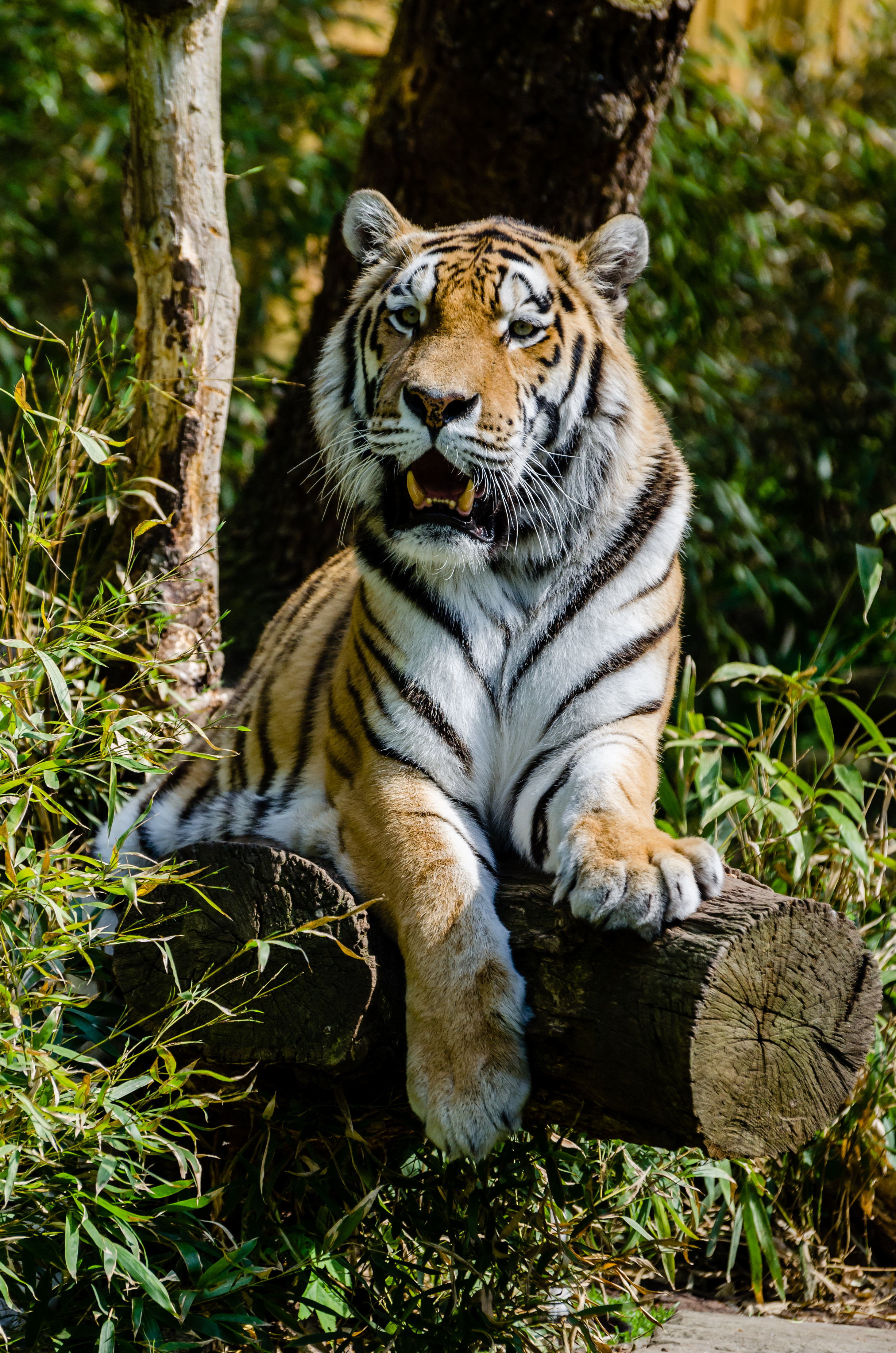
德國明斯特動物園東北虎
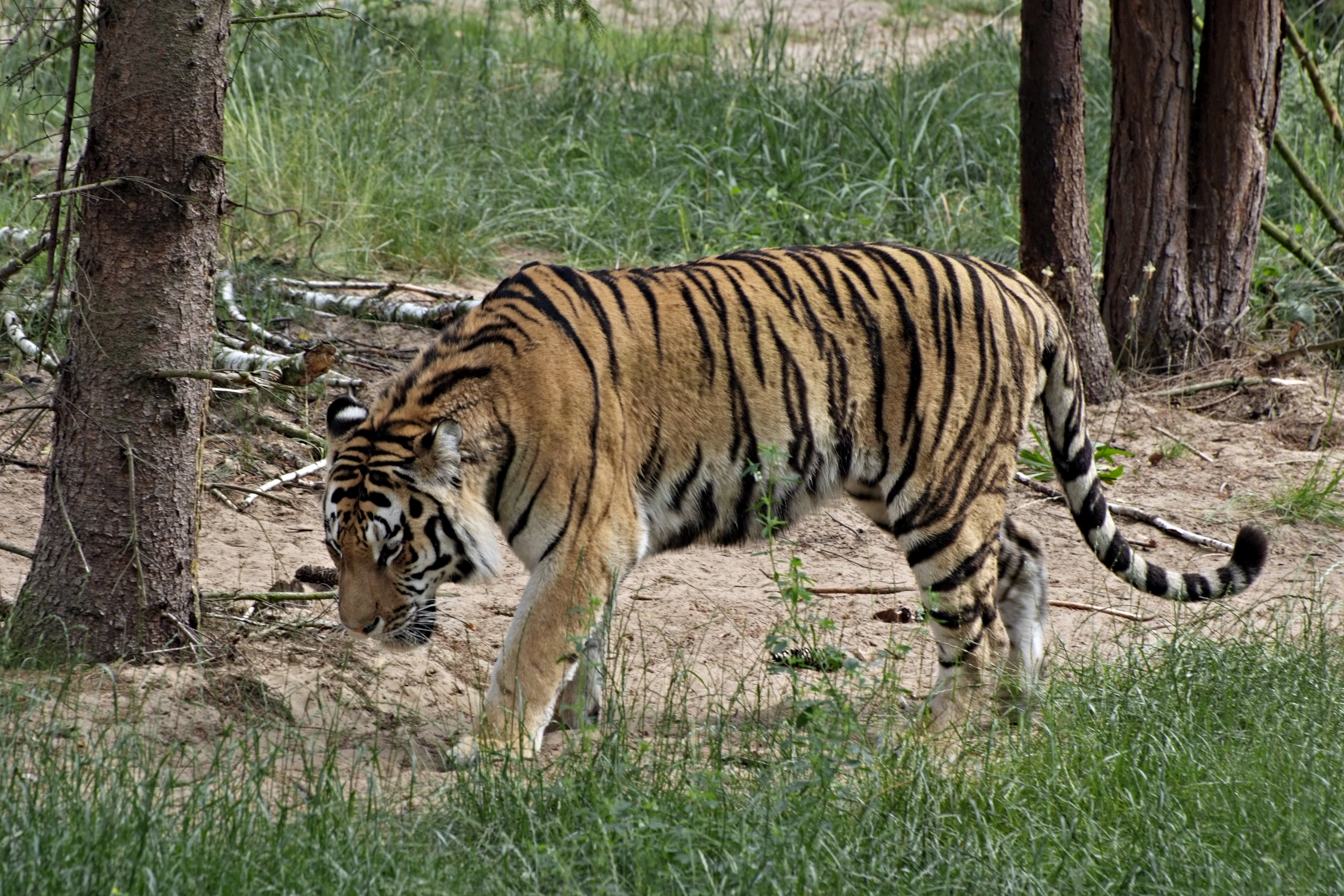
德國柏林埃伯斯瓦爾德動物園東北虎
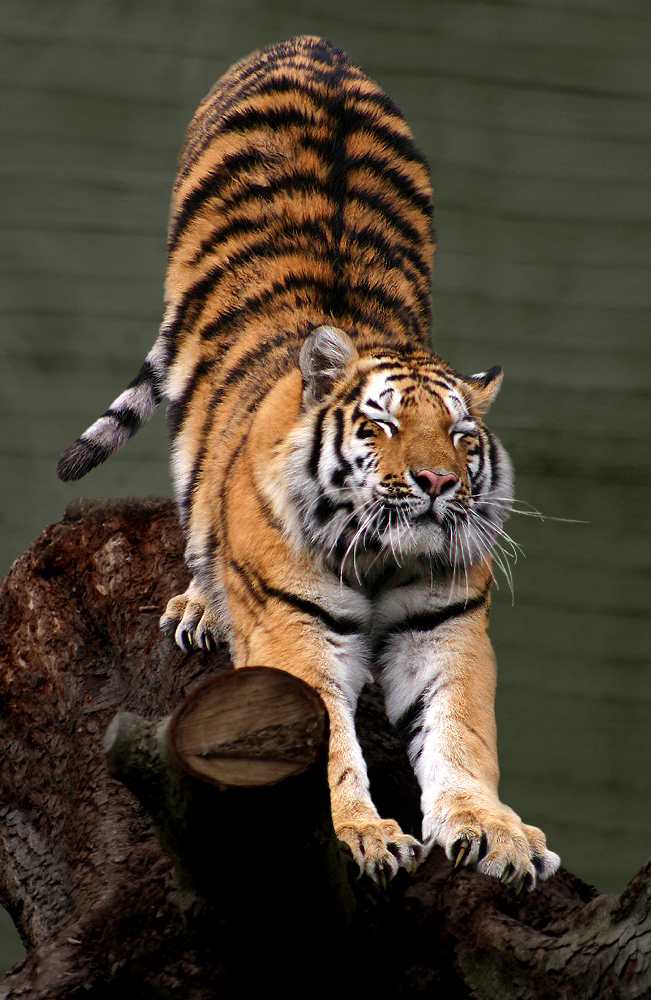
公東北虎
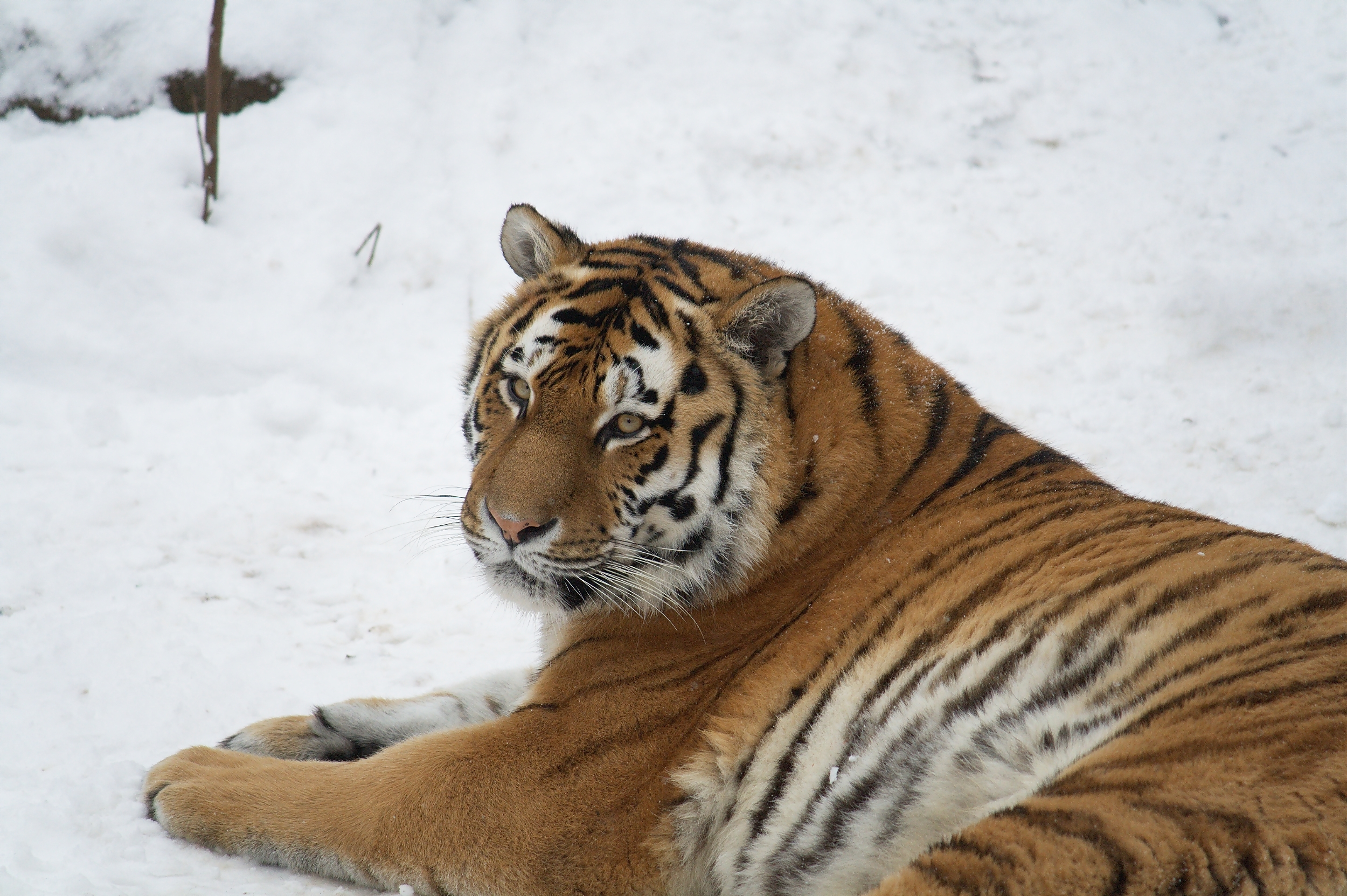
母東北虎
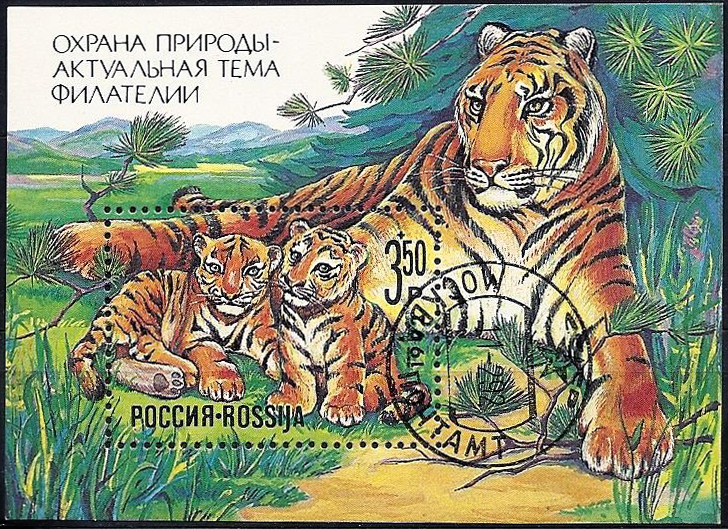
1992年的俄羅斯郵票

## 研究與保護
俄羅斯遠東地區是全球95%野生東北虎種群的棲息地。據俄羅斯統計，在哈巴羅夫斯克邊疆區和濱海邊疆區的山林中，1992年約有野生東北虎200隻，2004年升至350隻。2005年的普查结果曾顯示在俄羅斯境内生存着423到502隻野生東北虎。特別在濱海邊疆區，東北虎的數量於過去十年中，從450隻上升到500隻。在嚴密的巡查下，非法偷獵者的行為得到了控制，但仍有不少虎崽死於路上交通事故。2015年6月4日俄羅斯政府發布的最新野生虎普查覆蓋了150000平方公里的野生東北虎棲息地，約2000名專業人員參與了野外調查，普查結果顯示，目前俄羅斯境内野生東北虎的數量已經增長到480到540隻，其中有大約100隻幼崽。
在中國長白山地區，據估計還有8-12隻左右的野生東北虎活動。黑龍江目前可能只有完達山脈和老爺嶺有野生東北虎活動，約有5-7隻。 黑龍江哈爾濱的東北虎林園（與橫道河子貓科動物飼養繁育中心是一個單位）是世界最大的東北虎人工飼養繁育基地。 2007年，該基地的東北虎數量已經由最初的8隻種虎，繁育到了1000餘隻。作為中國國家一級保護動物物種之一，中國政府為東北虎的保護制定了嚴格的管理辦法，一方面以法律規定禁止生產、銷售以虎為原料的中藥，如虎骨膏、虎骨酒等，堵塞應用市場，另外對牛羊被虎捕食的農民給予賠償。
在朝鮮，朝鮮虎（東北虎）被註冊為「357號自然保護物」，被加以保護。
1988年，在於韓國舉辦的漢城奧運會上，小朝鮮虎被定為大會的吉祥物。

## 備註
1. ↑  . 2015年3月15日  [2019年12月10日]. （原始内容存档于2019年11月8日）.
2. ↑  Seryodkin;  et al. . Tigers of Sikhote-Alin Zapovednik: Ecology and Conservation. 2005: 156–163.
3. ↑  Geptner, V. G., Sludskii, A. A. (1972). Mlekopitaiuščie Sovetskogo Soiuza. Vysšaia Škola, Moskva. (In Russian; English translation: Heptner, V. G.; Sludskii, A. A.; Bannikov, A. G.; (1992).  the Soviet Union. Volume II, Part 2: Carnivora (Hyaenas and Cats). （页面存档备份，存于） Smithsonian Institution and the National Science Foundation, Washington DC). Pp. 95–202.
4. ↑  .   [2018-09-13]. （原始内容存档于2018-09-14）.
5. ↑  . www.thepaper.cn.   [2018-12-16]. （原始内容存档于2018-12-16）.
6. ↑  . 東北網. 2007-09-28  [2016-02-14]. （原始内容存档于2016-02-17）.